# I Gotta Make It
I Gotta Make It är den amerikanske singer-songwritern Trey Songz debutalbum. Albumet släpptes i USA den 26 juli 2005 och debuterade som #20 på Billboard 200. Albumets släpptes av skivbolaget Atlantic Records och innehåller gästframträdanden av Twista, Aretha Franklin och Juvenile.

## Låtlista
| Nr  | Titel                                                           | Längd |
| --- | --------------------------------------------------------------- | ----- |
| 1.  | "A Message from Aretha (Gotta Make It (Remix)'s Introduction)"  | 0:31  |
| 2.  | "Gotta Make It" (feat. Twista)                                  | 4:03  |
| 3.  | "Cheat on You"                                                  | 3:46  |
| 4.  | "Gotta Go"                                                      | 4:07  |
| 5.  | "Ooo"                                                           | 3:38  |
| 6.  | "All the Ifs"                                                   | 5:05  |
| 7.  | "Ur Behind"                                                     | 3:19  |
| 8.  | "From a Woman's Hand"                                           | 3:44  |
| 9.  | "Kinda Lovin"                                                   | 3:39  |
| 10. | "Comin' for You"                                                | 3:55  |
| 11. | "Just Wanna Cut (Prelude)"                                      | 0:46  |
| 12. | "Just Wanna Cut"                                                | 3:57  |
| 13. | "In The Middle"                                                 | 4:00  |
| 14. | "Make Love Tonight"                                             | 4:16  |
| 15. | "Hatin Love"                                                    | 3:36  |
| 16. | "Gotta Go (Reprise)"                                            | 2:29  |
| 17. | "Gotta Make It" (Remix) (feat. Aretha Franklin och Juvenile)    | 4:13  |
| 18. | "You Can Get It" (feat. T.I.) (iTunes "Album Only" Bonus Track) | 4:05  |

## Topplistor
| Topplista (2005)                    | Högsta position |
| ----------------------------------- | --------------- |
| US Billboard 200                    | 20              |
| US Billboard Top R&B/Hip-Hop Albums | 6               |